# Apocalipse de Saint-Sever

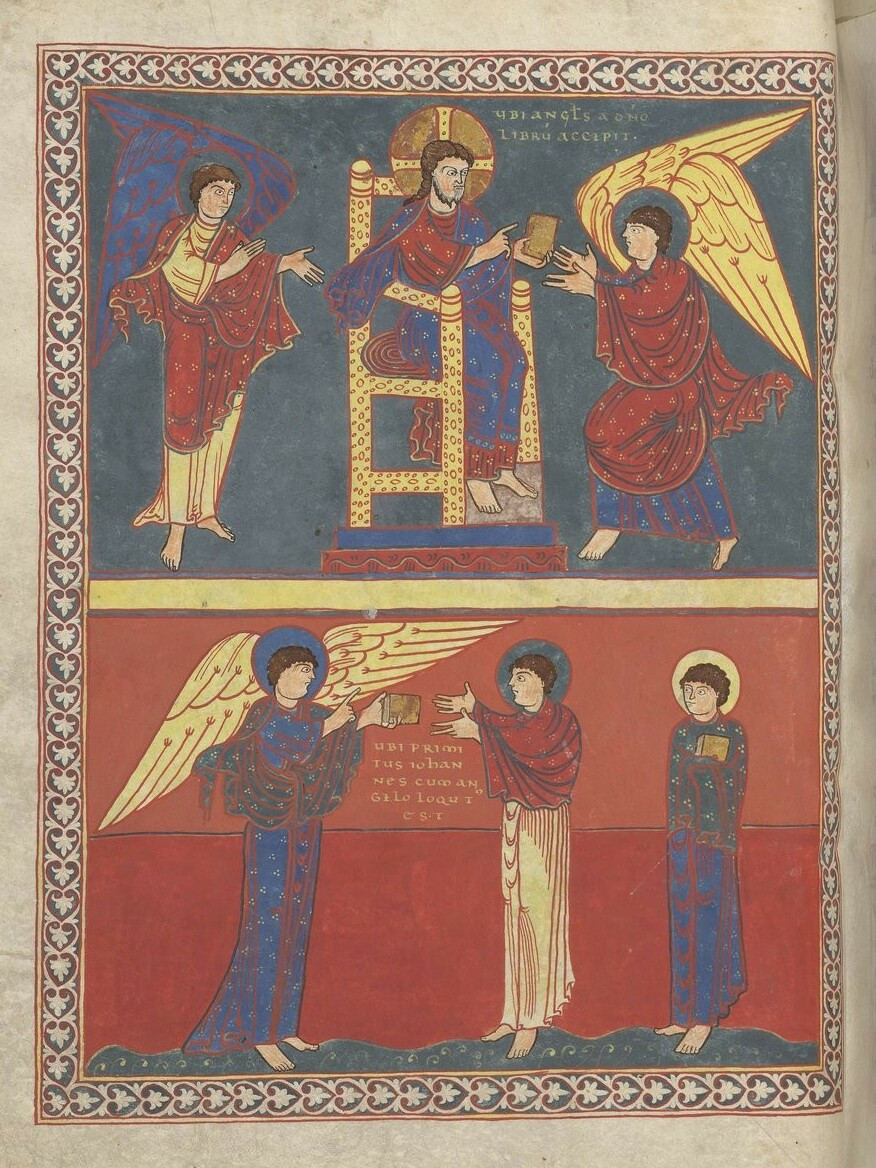
João recebe a Revelação, fólio 26v

O Apocalipse de Saint-Sever, ou Beatus de Saint-Sever, é um manuscrito iluminado românico, atualmente conservado na Biblioteca Nacional da França sob o número 8878.
Foi criado na Abadia de Saint-Sever, na Gasconha, em torno de 1050, durante a administração de Gregório de Montaner. O texto principal é o comentário do Beato de Liébana sobre o Apocalipse, escrito originalmente em torno de 786, mas contém ainda textos dos Evangelistas, a genealogia de Cristo e o comentário de São Jerônimo sobre o Livro de Daniel. As ilustrações foram elaboradas pelo scriptorium de Stephanus Garsia Placidus. 
Os manuscritos contendo este texto são genericamente chamados de Beatus, e sobrevivem atualmente cerca de 25, em sua maioria espanhóis, o que torna o exemplar francês uma raridade ainda mais preciosa.
Seu estilo mostra grande refinamento e trai a influência de múltiplas fontes, orientais, islâmicas e irlandesas, demonstrando o intenso intercâmbio cultural da época que popularmente é chamada de Idade das Trevas. Pertenceu ao cardeal de Sourdis no século XVI, e foi providencialmente salvo do saque da Abadia pelas tropas protestantes em 1569. Passou para a posse da Abadia de Saint-Germain-des-Prés em data ignorada, antes de ser entregue à Biblioteca Nacional.